# Wiking Sahlin
Malte Wiking Sahlin, född 9 mars 1917 i Södra Sallerup, död 13 januari 2008 i Trelleborg, var en svensk målare och tecknare. 
Sahlin studerade vid Slöjdföreningens skola i Göteborg. Bland hans mer kända arbeten märks ett antal lyxtelegram som han utformade för Televerket. Sahlin finns representerad vid Kulturen i Lund, Malmö museum, Statens konstråd, Malmö kommun, Klippans kommun, Vellinge kommun, Kristianstads läns landsting och Gävleborgs läns landsting. Han är gravsatt i minneslunden på Limhamns kyrkogård i Malmö.